# Horto Botânico de Niterói
Horto Botânico de Niterói, conhecido também como Jardim Botânico de Niterói ou Horto do Fonseca fica situado na Alameda São Boaventura, no bairro do Fonseca e foi construído em 16 de maio de 1906, por decreto do então governador Nilo Peçanha. Com mais de cem anos de fundação, o Horto conta com diversas espécies de plantas e árvores como jatobás, jequitibás, jacarandás e sapucaias e também com espécies raras como o pau-mulato. Até o ano de 2010 funcionava também um zoológico no local.

## História
As terras do atual Horto Botânico de Niterói faziam parte inicialmente da sesmaria concedida ao índio Araribóia datada em 1568. Posteriormente, passados aproximadamente cem anos, foram vendidas pelos jesuítas a particulares. Seu tamanho chegou a ser medido em 1891, alcançando uma área total de 387 mil metros quadrados. Tornou-se em 1905, patrimônio estadual por decisão judicial a partir da iniciativa do então Governador do Estado Nilo Peçanha.
Por decreto datado em 16 de maio de 1906, o Governador Nilo Peçanha estabeleceu a criação do Horto Botânico de Niterói a fim de cultivar e distribuir a fazendeiros e lavradores sementes e mudas de frutas, plantas têxteis e medicinais e ainda deu início a construção das grades, cercas laterais e administração do local. Sua inauguração ocorreu em 20 de outubro do mesmo ano, onde plantou-se o primeiro coqueiro da Bahia. Já neste momento eram plantados também nas encostas laranjas, abacate, cana e plantas para industria têxtil e alimentos de animais. Em 1912, foi iniciado no Horto Botânico de Niterói o cultivo de uvas, chegando-se a projetar um sofisticado pavilhão para exposições agrícolas.

### Influência na Primeira Guerra Mundial
Forçado pela Primeira Guerra Mundial, em 1914, o Governo Estadual realizou alto investimento num programa de expansão industrial, grande parte voltada para produção de tecidos e doces, tendo o Horto, uma participação significativa na recuperação da economia. Logo após, a primeira iniciativa foi juntar ao horto as estufas de plantas ornamentais, em seguida realizar a construção dos tanques de germinação, criar pomares e organizar um departamento de plantas fibrosas, canalizando e retificando o riacho da Água Azul e renovando o plantio têxtil. Assim, o Horto Botânico de Niterói foi reinaugurado em 13 de maio de 1916, na presença do então presidente da República, Venceslau Brás.

### Estoque e distribuição de mudas
Nesta mesma época, o Horto contava com um estoque de mais de um milhão de plantas de diversas espécies, para distribuição gratuita aos lavradores. Em junho de 1916, adquiriu caroços de abio, cajá-manga e sapoti e até o fim de agosto já haviam sido repassados 400 mil mudas de plantas e 56 mil mudas de palmeiras e árvores próprias para extração de madeira. Por fim, em 1917 foi inaugurado o jardim frontal.
O Horto já chegou a fornecer cerca de um milhão de mudas por ano, em 1927, além de iniciar novos cultivos de trigo, algodão, mamona, frutas e fumo. Alguns de seus cultivos, serviram para o inicio das experiências na aplicação do álcool como combustível em motores e máquinas agrícolas, iniciativa que a Sociedade Cooperativa de Álcool Motor de Pernambuco tentava implementar no país, mas enfrentava diversas dificuldades pelo fato da grande utilização da gasolina.

### Revolução de 1930
Depois da Revolução de 1930, o Horto chegou a tornar-se por um período, quartel e hospedaria de tropas mineiras que haviam lutado no Norte fluminense. Com a criação da Secretária de Agricultura, em 1931, o palácio da Escola de Agronomia tornou-se a sede administrativa deste órgão.

### Jardim Zoológico
Após sua terceira reabertura, no ano de 1937, ocorreu a implementação de uma fábrica de bissulfeto para combater a saúva, oficina de carpintaria e um novo viveiro. Em seguida, o então Governador do Estado Amaral Peixoto, realizou uma nova reforma no Horto em 1938, construindo em 1942, o Jardim Zoológico, inaugura em novembro desse mesmo ano em forma de comemoração ao quinto aniversário de seu governo. Entrando em nova reforma pouco tempo depois o Horto e o Jardim Zoológico, foi inaugurado em 1957, o Museu de Caça e Pesca. Em julho de 2010, o Zoológico foi fechado pelo Ibama alegando que o ZooNit funcionava sem registro e os animais viviam em condições inadequadas. Os animais estavam maltratados e então resolveram fechar a área.

## Atualmente

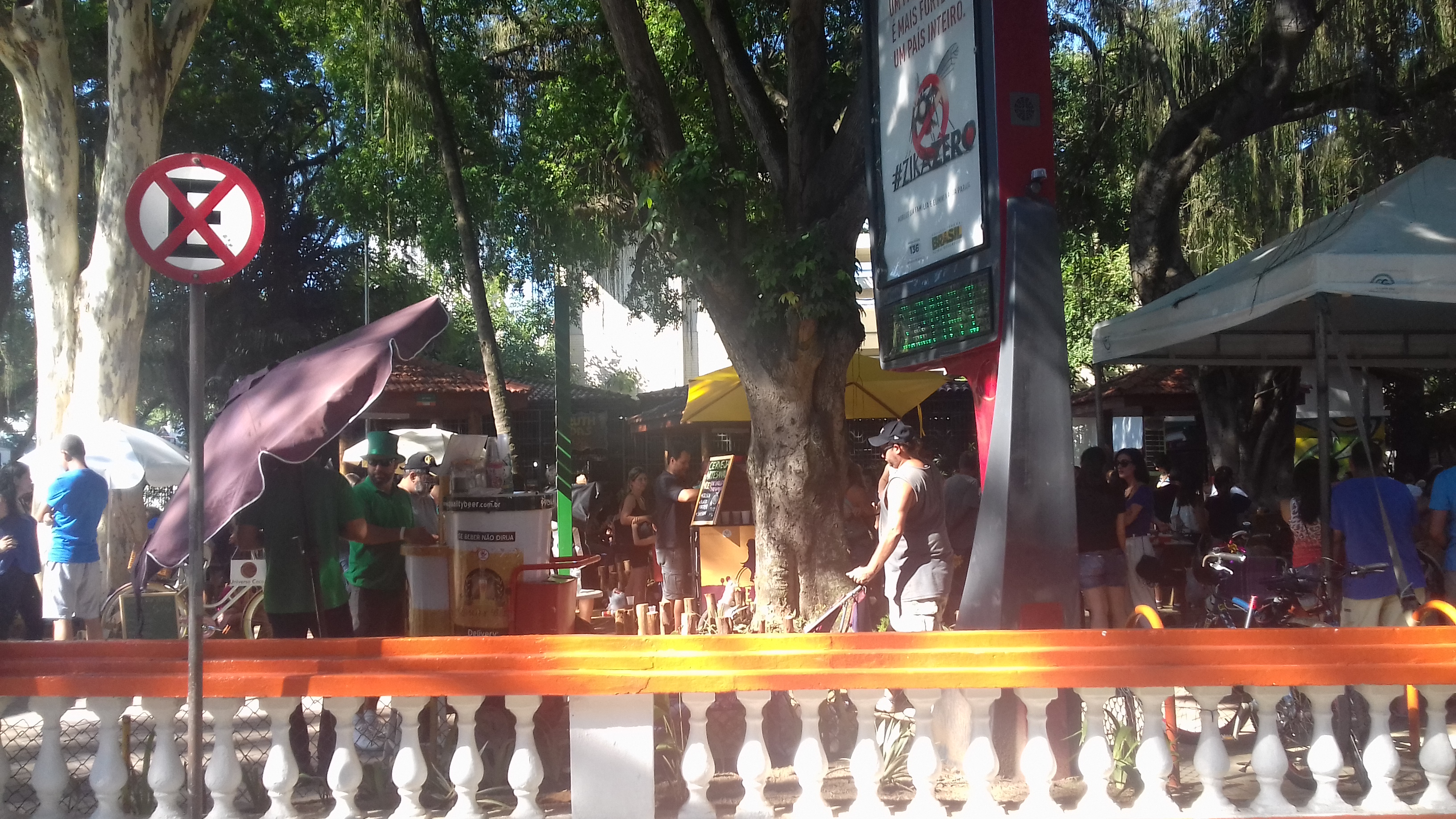
Um dos espaços do Horto Botânico de Niterói

A Prefeitura de Niterói realizou diversas obras de revitalização no Horto Botânico de Niterói orçamentado em aproximadamente 7 milhões de reais em uma parceria com o Governo Estadual. Foi construído no local do Jardim Zoológico, uma área de lazer que conta com aproximadamente 8 mil metros quadrados, divididos entre pistas de patins e caminhada, playground, local de convivência, quiosques, banheiros, bicicletários, coreto reformado, duas academias, rotas de acessibilidade para portadores de deficiência e conta também com um belo lago na parte da frente. Os visitantes podem praticar atividades físicas ou brincar com skate. 